# Candie's
Candie's é uma marca de roupas e acessórios fundada em 1981. Originalmente era somente uma linha de sapatos, a marca foi comprada pela Iconix Brand Group, em 1993. Desde 2005, a Kohl's Corporation teve os direitos exclusivos para a marca Candie's em todos os departamentos, exceto sapatos.
Em Junho de 2001, a Candie's lançou uma fundação sem fins lucrativos chamada The Candie’s Foundation. A missão da fundação é combater a gravidez na adolescência.
A primeira editora-chefe e atual rosto da marca é a atriz Sarah Hyland.

## Candie's Girls
Ao longo dos anos, várias celebridades já fizeram ou fazem parte da publicidade da Candie's. Confira a lista abaixo:
- Jenny McCarthy
- Pat Benatar
- Alyssa Milano
- Vanessa Carlton
- Destiny's Child
- Kelly Clarkson
- Ashlee Simpson
- Lil' Kim
- Dixie Chicks
- Michelle Trachtenberg
- Hilary Duff
- Ciara
- Fergie
- Hayden Panettiere
- Britney Spears
- Vanessa Hudgens
- Lea Michele
- Carly Rae Jepsen
- Bella Thorne
- Fifth Harmony
- Sarah Hyland